# فهرست امپراتوران روم
فهرست فرمانروایان روم در زیر آورده شده‌است. این عنوان (فرمانروا، فرمانده) پادشاهی روم از درون جمهوری روم و پس از آنکه این جمهوری به قدرتی غالب در اروپا بدل شد به‌وجود آمد و ویژگی آن، یکپارچگی قدرت در دستان تنها یک تن بود تا در دستان سنا و مردم روم.
آگوستوس (به معنای همایونفر که لقب اُکتاویانوس است، تا پیش از وی این لقب فقط برای اماکن و اشیاء به کار می رفت و با این لقب هاله‌ای قدسی و الهی به دور او کشیده شد) را نخستین فرمانروای روم می‌شناسند. اما او که برای حفظ چهرهٔ قانون، دوراندیشی پیشه کرده‌بود، هیچ عنوان خاصی را در دوران پادشاهی برای خود برنگزید و تنها خود را با لقب افتخاری و از پیش موجود Princeps Senatus به‌معنای فرد عالی رتبه سنا مطرح ساخت.
تا پیش از آگوستوس و در دوران جمهوری روم، واژه امپراتور تنها به معنای فرمانده ارتش روم به کار می‌رفت، اما از زمان اُکتاویانوس که وی اختیارات بسیار گسترده‌ای به دست آورد، این کلمه معنای امروزین خود را یافت.
در این باره، ویل دورانت در مجموعه تاریخ تمدن جلد سوم می‌گوید:  
"جمهوری در فارسالوس مرد و انقلاب در آکتیون به فرجام رسید. روم آن دور مقدر را که هم افلاطون می‌شناخت و هم ما می‌شناسیم پیموده بود؛ پادشاهی، آریستوکراسی، الیگارشی، دموکراسی، آشوب انقلابی، و دیکتاتوری. یک بار دیگر، در جزر و مد عظیم تاریخ، عصری از آزادی به سر رسیده و دورانی از نظم آغاز شده بود.
واژهٔ امروزی امپراتور نگارش فارسی Imperator در لاتین است که از راه انگلیسی به زبان ما آمده است. این لقب از سوی ارتش به یک فرمانده موفق داده می‌شد. بهترین برابر فارسیِ این واژه فرمانروا و فرمانده همه نیروهاست؛ چرا که از فعل imperō به‌معنای «من فرمان می‌دهم» و «من دستور می‌دهم» برگرفته‌اند.

## دوران نخست

### دودمان ژولیو-کلودی
| نگاره | نام                                             | زادروز                                              | دوران حکومت                                      | جانشینی | مرگ |
| ----- | ----------------------------------------------- | --------------------------------------------------- | ------------------------------------------------ | --- | --- |
|       | آگوستوس گایوس یولیوس سزار آگوستوس               | ۲۳ سپتامبر ۶۳ (پیش از میلاد)، رم، ایتالیا           | ۱۶ ژانویه ۲۷ (پیش از میلاد) – ۱۹ اوت ۱۴ (میلادی) | به‌دنبال توافق اولیه بین او و سنای روم به مقام امپراتوری رسید.                                               | ۱۹ اوت ۱۴ به مرگ طبیعی |
|       | تیبریوس تیبریوس یولیوس سزار آگوستوس             | ۱۶ نوامبر ۴۲ (پیش از میلاد)، رم                     | ۱۸ سپتامبر ۱۴ – ۱۶ مارس ۳۷                       | پسر همسر آگوستوس، لیویا از ازدواج سابقش که آگوستوس او را به فرزندخواندگی خود پذیرفت.                        | ۱۶ مارس ۳۷ یا بر اثر کهولت سن درگذشت یا ترور شد.                                                                                          |
|       | کالیگولا گایوس یولیوس سزار آگوستوس ژرمانیکوس    | ۳۱ اوت ۱۲، آنتیوم، ایتالیا                          | ۱۸ مارس ۳۷ – ۲۴ ژانویه ۴۱                        | پسر برادرزادهٔ تیبریوس، ژرمانیکوس.                                                                           | ۲۴ ژانویه ۴۱ در پی توطئهٔ سناتورها و پرتورین‌ها به‌قتل رسید.                                                                                 |
|       | کلودیوس تیبریوس کلودیوس سزار آگوستوس ژرمانیکوس  | ۱ اوت ۱۰ (پیش از میلاد)، لوگدونوم، گالیا لوگدوننسیس | ۲۵ یا ۲۶ ژانویهٔ ۴۱ – ۱۳ اکتبر ۵۴                 | برادرزادهٔ تیبریوس، برادر ژرمانیکوس و عموی کالیگولا. توسط پرتورین‌ها به امپراتوری رسید.                       | ۱۳ اکتبر ۵۴ احتمالاً به‌دست همسرش آگریپینا کوچک که می‌خواست پسرش نرون را به امپراتوری برساند مسموم شد.                                       |
|       | نرون نرون کلودیوس سزار آگوستوس ژرمانیکوس        | ۱۵ دسامبر ۳۷، آنتیوم، ایتالیا                       | ۱۳ اکتبر ۵۴ – ۱۱ ژوئن ۶۸                         | نوهٔ ژرمانیکوس و پسرخواندهٔ کلودیوس او با کمک مادرش اگریپینا به سلطنت رسید                                    | ۱۱ ژوئن ۶۸ پس از آنکه سنای روم و گارد پرتورین او را به‌عنوان دشمن مردم معرفی نمود و یک کودتای نظامی بر زده نرون انجام شد دست به خودکشی زد. |
|       | اگریپینا کوچک اگریپینا سزارینا اگوستا ژرمانیکوس | ۶ نوامبر ۱۵، ۲۳ مارس ۵۹                             | ۱۳ اکتبر ۵۴ - ۳۰ دسامبر ۵۷                       | دختر ژرمانیکوس و خواهر کالیگولا و همسر کلودیوس او بعد از ازدواج با امپراتور کلودیوس بتدریج قدرت را تصرف کرد | ۲۳ مارس ۵۹ او بعد از یک جنگ طولانی با پسر خود توسط فرزندش به قتل رسید.                                                                    |

### سال چهار امپراتور و دودمان فلاویان
| نگاره | نام                                            | زادروز                                                 | دوران حکومت                   | جانشینی                                                                        | مرگ                                                                        |
| ----- | ---------------------------------------------- | ------------------------------------------------------ | ----------------------------- | ------------------------------------------------------------------------------ | -------------------------------------------------------------------------- |
|       | گالبا سرویوس گالبا ایمپراتور سزار آگوستوس      | ۲۴ دسامبر ۳ (پیش از میلاد)، در نزدیکی تراکینا، ایتالیا | ۸ ژوئن ۶۸ – ۱۵ ژانویهٔ ۶۹      | پس از مرگ نرون و با کمک لژیون‌های اسپانیایی قدرت را در دست گرفت.                | ۱۵ ژانویهٔ ۶۹ به‌دست پرتورین‌ها کشته شد.                                      |
|       | اتو مارکوس اتو سزار آگوستوس                    | ۲۵ آوریل ۳۲، فرنتینوم، اتروریا، ایتالیا                | ۱۵ ژانویهٔ ۶۹ – ۱۶ آوریل ۶۹    | توسط پرتورین‌ها به قدرت رسید.                                                   | ۱۶ آوریل ۶۹ پس از شکست در برابر ویتلیوس در نبرد بدریاکوم دست به خودکشی زد. |
|       | ویتلیوس اولوس ویتلیوس ژرمانیکوس آگوستوس        | ۲۴ سپتامبر ۱۵، رم                                      | ۱۷ آوریل ۶۹ – ۲۰ دسامبر ۶۹    | با کمک لژیون‌های آلمانی و در ضدیت با امپراتوری گالبا و اتو قدرت را در دست گرفت. | ۲۹ دسامبر ۶۹ به‌دست سپاهیان وسپاسیان به‌قتل رسید.                            |
|       | وسپاسیان تیتوس فلاویوس سزار وسپاسیانوس آگوستوس | ۱۷ نوامبر ۹، فالاکرینه، ایتالیا                        | ۱ ژوئیهٔ ۶۹ – ۲۴ ژوئیهٔ ۷۹      | با کمک لژیون‌های خاوری و در ضدیت با ویتلیوس قدرت را در دست گرفت.                | ۲۴ ژوئیهٔ ۷۹ به مرگ طبیعی                                                   |
|       | تیتوس تیتوس فلاویوس سزار وسپاسیانوس آگوستوس    | ۳۰ دسامبر ۳۹، رم                                       | ۲۴ ژوئیهٔ ۷۹ – ۱۳ سپتامبر ۸۱   | پسر وسپاسیان                                                                   | ۱۳ سپتامبر ۸۱ طاعون                                                        |
|       | دومیتیان تیتوس فلاویوس سزار دومیتیانوس آگوستوس | ۲۴ اکتبر ۵۱، رم                                        | ۱۴ سپتامبر ۸۱ – ۱۸ سپتامبر ۹۶ | پسر وسپاسیان                                                                   | ۱۸ سپتامبر ۹۶ به دست مقامات دربار کشته شد                                  |

### دودمان نروا-آنتونینی
| نگاره | نام                                                               | زادروز                                          | دوران حکومت                  | جانشینی                                                                        | مرگ                                                                  |
| ----- | ----------------------------------------------------------------- | ----------------------------------------------- | ---------------------------- | ------------------------------------------------------------------------------ | -------------------------------------------------------------------- |
|       | نروا مارکوس کوسیوس نروا سزار آگوستوس                              | ۸ نوامبر ۳۰، نارنی، ایتالیا                     | ۱۸ سپتامبر ۹۶ – ۲۷ ژانویه ۹۸ | توسط سنای روم به قدرت رسید.                                                    | ۲۷ ژانویهٔ ۹۸ به مرگ طبیعی                                            |
|       | تراژان سزار مارکوس اولپیوس نروا ترایانوس آگوستوس                  | ۱۸ سپتامبر ۵۳، ایتالیکا، هیسپانیا باتیکا        | ۲۸ ژانویهٔ ۹۸ - ۷ اوت ۱۱۷     | پسرخوانده و وارث نروا                                                          | ۷ اوت ۱۱۷ به مرگ طبیعی                                               |
|       | هادریان سزار پوبلیوس آئلیوس ترایانوس هادریانوس آگوستوس            | ۲۴ ژانویهٔ ۷۶، ایتالیکا، هیسپانیا باتیکا (یا رم) | ۱۱ اوت ۱۱۷ - ۱۰ ژوئیهٔ ۱۳۸    | پسرخوانده و وارث تراژان                                                        | ۱۰ ژوئیهٔ ۱۳۸ به مرگ طبیعی                                            |
|       | آنتونیوس پیوس سزار تیتوس آئلیوس هادریانوس آنتونینوس آگوسوتوس پیوس | ۱۹ سپتامبر ۸۶، نزدیک لانوویوم، ایتالیا          | ۱۰ ژوئیهٔ ۱۳۸ – ۷ مارس ۱۶۱    | پسرخوانده و وارث هادریان                                                       | ۷ مارس ۱۶۱ به مرگ طبیعی                                              |
|       | لوسیوس وروس سزار لوسیوس اورلیوس وروس آگوستوس                      | ۱۵ دسامبر ۱۳۰، رم                               | ۷ مارس ۱۶۱ – ؟ مارس ۱۶۹      | پسرخوانده و وارث آنتونیوس پیوس، امپراتور مشترک با مارکوس اورلیوس تا هنگام مرگش | March 169 AD بر اثر بیماری طاعون                                     |
|       | مارکوس اورلیوس سزار مارکوس اورلیوس آنتونینوس آگوستوس              | ۲۶ آوریل ۱۲۱، رم                                | ۷ مارس ۱۶۱ - ۱۷ مارس ۱۸۰     | پسرخوانده و وارث آنتونیوس پیوس، امپراتور مشترک با لوسیوس وروس تا سال ۱۶۹       | ۱۷ مارس ۱۸۰ به مرگ طبیعی                                             |
|       | کومودوس سزار مارکوس اورلیوس کومودوس آنتونینوس آگوستوس             | ۳۱ اوت ۱۶۱، لانوویوم، ایتالیا                   | ۱۷۷ - ۳۱ دسامبر ۱۹۲          | پسر مارکوس اورلیوس و امپراتور مشترک با او تا ۱۷۷                               | ۳۱ دسامبر ۱۹۲ در کاخ خود مورد سوء قصد قرار گرفت و بر اثر خفگی درگذشت |

### سال پنج امپراتور و دودمان سوریان
| نگاره | نام | زادروز | دوران حکومت | جانشینی | مرگ |
| ----- | --- | --- | --- | --- | --- |
|       | پرتیناکس سزار پوبلیوس هلویوس پرتیناکس آگوستوس | ۱ اوت ۱۲۶، آلبا، ایتالیا | ۱ ژانویهٔ ۱۹۳ – ۲۸ مارس ۱۹۳ | توسط پرتورین‌ها به قدرت رسید. | ۲۸ مارس ۱۹۳ به دست پرتورین‌ها کشته شد. |
|       | دیدیوس ژولیانوس سزار مارکوس دیدیوس سوروس یولیانوس آگوستوس | ۱۳۳ یا ۱۳۷، میلان، ایتالیا | ۲۸ مارس ۱۹۳ - ۱ ژوئن ۱۹۳ | برندهٔ حراج منصب امپراتوری از سوی پرتورین‌ها شد. | ۱ ژوئن ۱۹۳ به فرمان سنای روم اعدام گردید. |
|       | سپتیموس سوروس سزار لوسیوس سپتیموس سوروس پرتیناکس آگوستوس | ۱۱ آوریل ۱۴۵، لپتیس مانیا، آفریقا | ۹ آوریل ۱۹۳ – ۴ فوریهٔ ۲۱۱ | با کمک لژیون‌های مستقر در پانونیا قدرت را در اختیار خود گرفت.* | ۴ فوریهٔ ۲۱۱ به مرگ طبیعی |
|       | کاراکالا سزار مارکوس اورلیوس سوروس آنتونیوس پیوس آگوستوس | ۴ آوریل ۱۸۸، لوگدونوم، گالیا لوگدوننسیس | ۱۹۸ – ۸ آوریل ۲۱۷ | پسر سپتیموس سوروس، امپراتور مشترک با سوروس از ۱۹۸ و سپس با سوروس و گتا از ۲۰۹ تا فوریهٔ ۲۱۱، امپراتور مشترک با گتا تا دسامبر ۲۱۱ | ۸ آوریل ۲۱۷ در پی توطئه‌ای با شرکت ماکرینوس به دست سربازی به قتل رسید. |
|       | گتا سزار پوبلیوس سپتیموس گتا آگوستوس | ۷ مارس ۱۸۹، رم | ۲۰۹ - ۲۶ دسامبر ۲۱۱ | پسر سپتیموس سوروس، امپراتور مشترک با سوروس و کاراکالا از ۲۰۹ تا فوریهٔ ۲۱۱، امپراتور مشترک با کاراکالا تا دسامبر ۲۱۱ | ۲۶ دسامبر ۲۱۱ بنا بر فرمان کاراکالا به قتل رسید |
|       | ماکرینوس مارکوس اوپلیوس سوروس ماکرینوس آگوستوس پیوس فلیکس با دیادومنیان مارکوس اورلیوس آنتونیوس دیادومنتیانوس | پیرامون ۱۶۵، یول سزاریا، موریتانی | ۱۱ آوریل ۲۱۷ - ۸ ژوئن ۲۱۸ | فرماندهٔ گارد پرتورین‌های کاراکالا، احتمالاً در توطئهٔ قتل کاراکالا به‌منظور نشستن بر جای او شرکت داشت. پسرش دیادومنیان را در مهٔ ۲۱۷ به مقام سزاری رساند. | ۸ ژوئن ۲۱۸ هر دو نفر به نفع هلیوگابال اعدام شدند. |
|       | هلیوگابال مارکوس اورلیوس آنتونینوس آگوستوس | پیرامون ۲۰۳، امسا، سوریه | ۸ ژوئن ۲۱۸ – ۱۱ مارس ۲۲۲ | نوهٔ خواهر زن سپتیموس سوروس و فرزند نامشروع کاراکالا. از سوی لژیون‌های مستقر در سوریه به امپراتوری برگزیده شد. | ۱۱ مارس ۲۲۲ به دست پرتورین‌ها به قتل رسید. |
|       | الکساندر سوروس سزار مارکوس اورلیوس سوروس الکساندر آگوستوس | ۱ اکتبر ۲۰۸، آرکا سزاریا، یهودیه | ۱۳ مارس ۲۲۲ – ۱۸ مارس ۲۳۵ | نوهٔ خواهرزن سپتیموس سوروس و وارث هلیوگابال | ۱۸ مارس ۲۳۵ به دست ارتش کشته شد. |
| توجه  | * پسنیوس نیگر و کلودیوس آلبینوس از دیگر مدعیان تاج و تخت امپراتوری در سال پنج امپراتوری بودند که به‌ترتیب از سوی لژیون‌های سوری و بریتانیایی حمایت می‌شدند. با این حال آنان مورد پذیرش رسمی سنا قرار نگرفتند و در نتیجه به‌عنوان امپراتور در نظر گرفته نمی‌شوند. | * پسنیوس نیگر و کلودیوس آلبینوس از دیگر مدعیان تاج و تخت امپراتوری در سال پنج امپراتوری بودند که به‌ترتیب از سوی لژیون‌های سوری و بریتانیایی حمایت می‌شدند. با این حال آنان مورد پذیرش رسمی سنا قرار نگرفتند و در نتیجه به‌عنوان امپراتور در نظر گرفته نمی‌شوند. | * پسنیوس نیگر و کلودیوس آلبینوس از دیگر مدعیان تاج و تخت امپراتوری در سال پنج امپراتوری بودند که به‌ترتیب از سوی لژیون‌های سوری و بریتانیایی حمایت می‌شدند. با این حال آنان مورد پذیرش رسمی سنا قرار نگرفتند و در نتیجه به‌عنوان امپراتور در نظر گرفته نمی‌شوند. | * پسنیوس نیگر و کلودیوس آلبینوس از دیگر مدعیان تاج و تخت امپراتوری در سال پنج امپراتوری بودند که به‌ترتیب از سوی لژیون‌های سوری و بریتانیایی حمایت می‌شدند. با این حال آنان مورد پذیرش رسمی سنا قرار نگرفتند و در نتیجه به‌عنوان امپراتور در نظر گرفته نمی‌شوند. | * پسنیوس نیگر و کلودیوس آلبینوس از دیگر مدعیان تاج و تخت امپراتوری در سال پنج امپراتوری بودند که به‌ترتیب از سوی لژیون‌های سوری و بریتانیایی حمایت می‌شدند. با این حال آنان مورد پذیرش رسمی سنا قرار نگرفتند و در نتیجه به‌عنوان امپراتور در نظر گرفته نمی‌شوند. |

## بحران سده سوم
| نگاره | نام                                                                              | زادروز                              | دوران حکومت                                         | جانشینی | مرگ                                                                                 |
| ----- | -------------------------------------------------------------------------------- | ----------------------------------- | --------------------------------------------------- | --- | ----------------------------------------------------------------------------------- |
|       | ماکسیمینوس ترکس سزار گایوس ژولیوس وروس ماکسیمینوس آگوستوس                        | پیرامون ۱۷۳، تراکیه یا موئسیا       | ۲۰ مارس ۲۳۵ - آوریل ۲۳۸                             | پس از قتل الکساندر سوروس از سوی لژیون‌های ژرمنی به امپراتوری رسید. | آوریل ۲۳۸ به دست پرتورین‌ها به قتل رسید.                                             |
|       | گوردیان یکم سزار مارکوس آنتونیوس گوردیانوس سمپرونیانوس آفریکانوس آگوستوس         | پیرامون ۱۵۹، فریگیه                 | ۲۲ مارس ۲۳۸ - ۱۲ آوریل ۲۳۸                          | به‌دنبال شورشی در آفریقای روم علیه ماکسیمینوس ترکس به امپراتوری رسید و به‌طور مشترک با پسرش گوردیان دوم و در ضدیت با ماکسیمینوس ترکس حکمرانی کرد. او در اصل یکی از غاصبان امپراتوری بود اما پس از برتخت نشستن گوردیان سوم او نیز به‌عنوان امپراتور مشروعیت یافت. | آوریل ۲۳۸ پس از شنیدن خبر مرگ پسرش گوردیان دوم خودکشی کرد.                          |
|       | گوردیان دوم سزار مارکوس آنتونیوس گوردیانوس سمپرونیانوس رومانوس آفریکانوس آگوستوس | پیرامون ۱۹۲                         | ۲۲ مارس ۲۳۸ - ۱۲ آوریل ۲۳۸                          | همراه با پدرش گوردیان یکم و در ضدیت با ماکسیمینوس ترکس به امپراتوری رسید. | آوریل ۲۳۸ طی جنگ با ارتشیان موافق ماکسیمینوس ترکس در نبرد کارتاژ کشته شد.           |
|       | پوپینوس سزار مارکوس کلودیوس پوپینوس ماکسیموس آگوستوس                             | پیرامون ۱۷۸                         | ۲۲ آوریل ۲۳۸ – ۲۹ ژوئیهٔ ۲۳۸                         | از سوی سنا و در ضدیت با ماکسیمینوس ترکس به‌عنوان امپراتور مشترک با بالبینوس انتخاب شد. | ۲۹ ژوئیهٔ ۲۳۸ به دست پرتورین‌ها کشته شد.                                              |
|       | بالبینوس سزار دسیموس کالیوس کالوئینوس بالبینوس پیوس آگوستوس                      | ؟                                   | ۲۲ آوریل ۲۳۸ – ۲۹ ژوئیهٔ ۲۳۸                         | از سوی سنا و پس از مرگ گوردیان یکم در ضدیت با ماکسیمینوس ترکس به امپراتوری مشترک با پوپینوس انتخاب شد. او سپس به امپراتوری مشترک با پوپینوس و گوردیان سوم رسید.                                                                                               | ۲۹ ژوئیهٔ ۲۳۸ به دست پرتورین‌ها کشته شد.                                              |
|       | گوردیان سوم سزار مارکوس آنتونیوس گوردیانوس آگوستوس                               | ۲۰ ژانویهٔ ۲۲۵، رم                   | ۲۲ آوریل ۲۳۸ – ۱۱ فوریهٔ ۲۴۴                         | از سوی طرفداران گوردیان یکم و گوردیان دوم به امپراتوری برگزیده شد و سپس سنای روم نیز او را به امپراتوری مشترک با پوپینوس و بالبینوس انتخاب کرد که این امپراتوری مشترک با ۲۳۸ ادامه داشت.                                                                      | ۱۱ فوریهٔ ۲۴۴ در نبرد با شاپور یکم شاهنشاه ساسانی در نبرد مشیک کشته شد.              |
|       | فیلیپ عرب سزار مارکوس یولیوس فیلیپوس آگوستوس با فیلیپوس دوم                      | پیرامون ۲۰۴، شهبا، سوریه            | فوریهٔ ۲۴۴ – سپتامبر یا اکتبر ۲۴۹                    | فرماندهٔ گارد پرتورین‌های گوردیان سوم که پس از مرگ او بر تخت نشست.او همچنین پسرش فیلیپوس دوم را در تابستان ۲۴۷ به امپراتوری مشترک با خود رساند. | سپتامبر یا اکتبر ۲۴۹ طی نبرد علیه تراژان دسیوس در نزدیکی ورونا کشته شد.             |
|       | تراژان دسیوس سزار گایوس مسیوس کوئینتوس ترایانوس دسیوس آگوستوس با هرنیوس اتروسکوس | پیرامون ۲۰۱، بودالیا، پانونیای سفلی | سپتامبر یا اکتبر ۲۴۹ – ژوئن ۲۵۱                     | فرماندار در زمان فیلیپ عرب، از سوی لژیون‌های مستقر در دانوب امپراتور خوانده شد و توانست فیلیپ را طی جنگی شکست دهد. او سپس پسر خود هرنیوس اتروسکوس را در اوایل ۲۵۱ به امپراتوری مشترک با خود برگزید.                                                            | ژوئن ۲۵۱ هر دو نفر طی نبرد آبریتوس علیه گوت‌ها کشته شدند.                            |
|       | هوستیلیان سزار کایوس والنس هوستیلیانوس مسیوس کوئینتوس آگوستوس                    | رم                                  | ژوئن ۲۵۱ - اواخر ۲۵۱                                | پسر دسیوس. سنا او را به عنوان وارث پدرش پذیرفت | سپتامبر یا اکتبر ۲۵۱ ابتلا به طاعون                                                 |
|       | تربونیانوس گالوس سزار گایوس ویبیوس تربونیانوس گالوس آگوستوس با ولوسیانوس         | ۲۰۶، ایتالیای روم                   | ژوئن ۲۵۱ - اوت ۲۵۳                                  | فرماندار موئسیای علیا، او پس از مرگ دسیوس و در ضدیت با هوستیلیان از سوی لژیون‌های مستقر در دانوب امپراتور خوانده شد. گالوس پسرش ولوسیانوس را در اواخر ۲۵۱ به امپراتوری مشترک با خود برگزید.                                                                    | اوت ۲۵۳ به‌دست سپاهیان خود که علاقه‌مند به انتخاب آئمیلیانوس بودند کشته شدند.         |
|       | آئمیلیانوس سزار مارکوس آئمیلیوس آئمیلیانوس آگوستوس                               | پیرامون ۲۰۷، آفریقای روم            | اوت ۲۵۳ - اکتبر ۲۵۳                                 | فرماندار موئسیای علیا. پس از شکست‌دادن گوت‌ها از سوی لژیون‌های مستقر در دانوب امپراتور نامیده شد و پس از مرگ گالوس به امپراتوری رسید. | سپتامبر یا اکتبر ۲۵۳ به‌دست سپاهیان خود که علاقه‌مند به انتخاب والریان بودند کشته شد. |
|       | والریان سزار پوبلیوس لیسینیوس والریانوس آگوستوس                                  | پیرامون ۲۰۰                         | اکتبر ۲۵۳ - ۲۶۰                                     | فرماندار نوریکوم و راتیا. به‌دنبال مرگ گالوس از سوی لژیون‌های مستقر در راین امپراتور خوانده شد و پس از مرگ آئمیلیان به امپراتوری رسید. | پس از ۲۶۰ در نبرد ادسا به اسارت ساسانیان درآمد و در اسارت نیز درگذشت.               |
|       | گالینوس سزار پوبلیوس لیسینیوس اگناتیوس گالینوس آگوستوس با سالونینوس              | ؟                                   | اکتبر ۲۵۳ - سپتامبر ۲۶۸                             | پسر والریان. در ۲۵۳ پسر خود سالونینوس را به امپراتوری مشترک برگزید. سالونینوس تنها برای مدت کوتاهی در ژوئیهٔ آن سال امپراتور مشترک بود و پس از آن به دست پوستوموس کشته شد.                                                                                     | سپتامبر ۲۶۸ در آکیلیا به دست فرماندهانش کشته شد.                                    |
|       | کلودیوس گوتیکوس سزار مارکوس اورلیوس کلودیوس آگوستوس                              | ۱۰ مهٔ ۲۱۳ یا ۲۱۴، سیرمیوم           | سپتامبر ۲۶۸ – ژانویهٔ ۲۷۰                            | فرماندهٔ پیروز نبرد نایسوس. پس از مرگ گالینوس قدرت را در دست گرفت. | ژانویهٔ ۲۷۰ ابتلا به طاعون                                                           |
|       | کوئینتیلوس سزار مارکوس اورلیوس کلودیوس کوئینتیلیوس آگوستوس                       | ؟، سیرمیوم                          | ژانویهٔ ۲۷۰ -؟ ۲۷۰                                   | برادر کلودیوس گوتیکوس. پس از مرگ او قدرت را در دست گرفت. | ۲۷۰ نامشخص، احتمالاً قتل یا خودکشی                                                   |
|       | اورلیان سزار لوسیوس دومیتیوس اورلیانوس آگوستوس                                   | ۹ سپتامبر ۲۱۴ یا ۲۱۵، سیرمیوم       | سپتامبر ۲۷۰ - سپتامبر ۲۷۵                           | پس از مرگ کلودیوس دوم از سوی لژیون‌های مستقر در دانوب و در ضدیت با کوئینتیلوس امپراتور خوانده شد. | سپتامبر ۲۷۵ به دست پرتورین‌ها کشته شد.                                               |
|       | تاسیتوس سزار مارکوس کلودیوس تاسیتوس آگوستوس                                      | پیرامون ۲۰۰، ترنی                   | ۲۵ سپتامبر ۲۷۵ - ژوئن ۲۷۶                           | از سوی سنا به عنوان جانشین اورلیان انتخاب شد. | ژوئن ۲۷۶ مرگ طبیعی یا قتل                                                           |
|       | فلوریانوس سزار مارکوس آنیوس فلوریانوس آگوستوس                                    | ۱۹ اوت ۲۳۲                          | ژوئن ۲۷۶ - سپتامبر ۲۷۶                              | برادر تاسیتوس. توسط سپاهیان باختری به جانشینی او برگزیده شد. | ۹ سپتامبر ۲۷۶ به‌دست سربازان علاقه‌مند به انتخاب پروبوس کشته شد.                      |
|       | پروبوس سزار مارکوس اورلیوس پروبوس آگوستوس                                        | ۲۳۲، سیرمیوم                        | سپتامبر ۲۷۶ - سپتامبر یا اکتبر ۲۸۲                  | فرماندار استان‌های شرقی روم. از سوی لژیون‌های مستقر در دانوب در ضدیت با فلوریانوس به امپراتوری رسید. | سپتامبر یا اکتبر ۲۸۲ به دست سربازان خود که علاقه‌مند به انتخاب کاروس بودند کشته شد.  |
|       | کاروس سزار مارکوس اورلیوس کاروس آگوستوس                                          | پیرامون ۲۳۰، ناربو                  | سپتامبر یا اکتبر ۲۸۲ - اواخر ژوئیه یا اوایل اوت ۱۸۳ | فرماندهٔ گارد پرتورین‌های پروبوس. قدرت را پیش یا پس از قتل پروبوس در دست گرفت. | اواخر ژوئیه یا اوایل اوت ۲۸۳ مرگ طبیعی یا احتمالاً بر اثر اصابت صاعقه                |
|       | نومریان سزار مارکوس اورلیوس نومریانوس آگوستوس                                    | ؟                                   | اواخر ژوئیه یا اوایل اوت ۲۸۳ - ۲۸۴                  | پسر کاروس که پس از او به امپراتوری مشترک با برادرش کارینوس رسید. | ۲۸۴ احتمالاً به قتل رسید.                                                            |
|       | کارینوس سزار مارکوس اورلیوس کارینوس آگوستوس                                      | ؟                                   | اواخر ژوئیه یا اوایل اوت ۲۸۳ - ۲۸۵                  | پسر کاروس که پس از مرگ او به امپراتوری مشترک با برادرش نومریان رسید. | ۲۸۵ در نبردی علیه دیوکلتیان کشته شد.                                                |

## چیرگی

### حکومت چهارنفره و دودمان کنستانتینی
| نگاره          | نام                                                                             | زادروز                                     | دوران حکومت                     | جانشینی | مرگ |
| -------------- | ------------------------------------------------------------------------------- | ------------------------------------------ | ------------------------------- | --- | --- |
|                | دیوکلتیان سزار گایوس اورلیوس والریوس دیوکلتیانوس آگوستوس                        | پیرامون ۲۲ دسامبر ۲۴۲، سالونا              | ۲۰ نوامبر ۲۴۸ - ۱ مهٔ ۳۰۵        | پس از مرگ نومریان از سوی سپاهیانش در ضدیت با کارینوس امپراتور خوانده شد. در ۲۸۶ ماکسیمیان را به‌عنوان امپراتور ارشد مشترک با خود در بخش غربی امپراتوری روم برگزید. | دسامبر ۳۱۱ به دلیل بیماری از قدرت کناره‌گیری نمود و به مرگ طبیعی درگذشت.                                                                                              |
|                | ماکسیمیان سزار گایوس اولریوس والریوس ماکسیمیانوس آگوستوس                        | پیرامون ۲۵۰، در نزدیکی سیرمیوم، پانونیا    | ۱ آوریل ۲۸۶ - ۱ مهٔ ۳۰۵          | به عنوان امپراتور ارشد مشترک در نیمهٔ غربی از سوی دیوکلتیان در سال ۲۸۶ انتخاب شد. | ۳۱۰ همراه با دیوکلتیان مجبور به کناره‌گیری از قدرت شد. دو بار تلاش نمود تا بار دیگر به قدرت بازگردد اما در نهایت توسط کنستانتین بزرگ دستگیر و به فرمان او خودکشی کرد. |
|                | کنستانتیوس کلوروس سزار گایوس فلاویوس والریوس کنستانتیوس آگوستوس                 | پیرامون ۳۱ مارس ۲۵۰، داردانیا، موئسیا      | ۱ مهٔ ۳۰۵ - ۲۵ ژوئیهٔ ۳۰۶         | به‌عنوان سزار ماکسیمیان و وارث او در ۲۹۳ انتخاب شد. | ۳۰۶ به مرگ طبیعی |
|                | گالریوس سزار گالریوس والریوس ماکسیمیانوس آگوستوس                                | پیرامون ۲۶۰، موئسیای علیا                  | ۱ مهٔ ۳۰۵ - مهٔ ۳۱۱               | به‌عنوان سزار و وارث دیوکلتیان در ۲۹۳ انتخاب شد. | ۳۱۱ به مرگ طبیعی |
|                | سوروس دوم فلاویوس والریوس سوروس آگوستوس                                         | ؟، ایلیریا                                 | تابستان ۳۰۶ - مارس یا آوریل ۳۰۷ | به‌عنوان سزار و وارث کنستانتیوس کلوروس در ۳۰۵ انتخاب و پس از مرگ او در ۳۰۶ به مقام امپراتوری رسید. | ۱۶ سپتامبر ۳۰۷ پس از اسارت به‌دست ماکسنتیوس یا مجبور به خودکشی شد یا به قتل رسید.                                                                                     |
|                | کنستانتین بزرگ سزار فلاویوس کنستانتینوس والریوس آگوستوس                         | پیرامون ۲۷ فوریهٔ ۲۷۲، نایسوس، موئسیای علیا | ژوئیهٔ ۳۰۶ - ۲۲ مهٔ ۳۳۷           | پسر کنستانتیوس کلوروس. از سوی سپاهیان پدرش امپراتور خوانده شد. در ۳۰۶ از سوی گالریوس به مقام سزاری نیمهٔ غربی رسید و ماکسیمیان پس از مرگ سوروس دوم او را در ۳۰۷ به مقام امپراتوری رساند. | ۲۲ مهٔ ۳۳۷ به مرگ طبیعی |
|                | ماکسنتیوس مارکوس اورلیوس والریوس ماکسنتیوس آگوستوس                              | پیرامون ۲۷۸                                | اکتبر ۳۰۶ - ۲۸ اکتبر ۳۱۲        | پسر ماکسیمیان. پس از مرگ کنستانتیوس کلوروس در ۳۰۶ قدرت را در ضدیت با سوروس دوم و کنستانتین بزرگ غصب نمود. ماکسیمیان در ۳۰۷ او را پس از مرگ سوروس به مقام سزاری غرب رساند. | ۲۸ اکتبر ۳۱۲ در نبرد پل میلویا علیه کنستانتین بزرگ کشته شد. |
|                | ماکسیمینوس دایا سزار گالریوس والریوس ماکسیمینوس آگوستوس                         | ۲۰ نوامبر ۲۷۰، داسیا اورلیانا              | ۱ مهٔ ۳۱۱ - ژوئیه یا اوت ۳۱۳     | خواهرزادهٔ گالریوس. در ۳۰۵ به‌عنوان سزار و وارث او انتخاب شد و پس از او به‌طور مشترک با لیسینیوس در ۳۱۱ به مقام امپراتوری رسید. | ژوئیه یا اوت ۳۱۳ در جنگی داخلی از لیسینیوس شکست خورد و احتمالاً پس از آن خودکشی کرد.                                                                                  |
| align="center" | لیسینیوس سزار گایوس والریوس لیسینیوس آگوستوس همراه با والریوس والنس مارتینیانوس | پیرامون ۲۵۰، فلیکس رومولیانا، موئسیای علیا | ۱۱ نوامبر ۳۰۸ - ۱۸ سپتامبر ۳۲۴  | از سوی گالریوس و برای مقابله با ماکسنتیوس در ۳۰۸ به امپراتوری بخش باختری رسید و پس از مرگ گالریوس در ۳۱۱ به‌طور مشترک با ماکسیمینوس دایا امپراتور نیمهٔ شرقی شد. در جنگی داخلی ماکسیمینوس دایا را شکست داده و در ۳۱۳ به یگانه امپراتور بخش خاوری تبدیل شد. در ۳۱۷ والریوس والنس و در ۳۲۴ مارتینیانوس را برای مقابله با کنستانتین بزرگ به امپراتوری نیمهٔ غربی رساند. هر دو نفر چند هفتهٔ بعد اعدام شدند. | ۳۲۵ پس از شکست در نبرد کریسوپولیس به اسارت کنستانتین بزرگ درآمد و یک سال بعد اعدام شد.                                                                               |
|                | کنستانتین دوم سزار فلاویوس کلادیوس کنستانتینوس آگوستوس                          | ۳۱۶، آرلس                                  | ۲۲ مهٔ ۳۲۷ - ۳۴۰                 | پسر کنستانتین بزرگ، در ۳۱۷ به مقام سزاری رسید و پس از او به‌طور مشترک با برادرانش کنستانتیوس دوم و کنستانس یکم به امپراطوری رسید. | ۳۴۰ در نبردی علیه کنستانس یکم کشته شد. |
|                | کنستانتیوس دوم سزار فلاویوس یولیوس کنستانتیوس آگوستوس                           | ۷ اوت ۳۱۷، سیرمیوم، پانونیا                | ۲۲ مهٔ ۳۳۷ - ۳ نوامبر ۳۶۱        | پسر کنستانتین بزرگ، پس از او به‌عنوان امپراتور مشترک با برادرانش کنستانتین دوم و کنستانس یکم به امپراتوری رسید و از ۳۵۰ به‌تنهایی قدرت را در دست داشت. | ۳۶۱ به مرگ طبیعی |
|                | کنستانس یکم سزار فلاویوس یولیوس کنستانس آگوستوس                                 | ۳۲۰                                        | ۲۲ مهٔ ۳۳۷ - ۳۵۰                 | پسر کنستانتین بزرگ، پس از او به‌طور مشترک با برادرانش کنستانتین دوم و کنستانتیوس دوم به امپراتوری رسید. | ۳۵۰ به دستور غاصب امپراتوری ماگننتیوس به قتل رسید. |
|                | وترانیو                                                                         | ؟، موئسیا                                  | ۱ مارس ۲۵ دسامبر ۳۵۰            | فرماندهٔ کنستانتین بزرگ. او به‌منظور مقابله با ماگننتیوس به مقام سزاری رسید و مدتی نیز با پذیرش کنستانتیوس دوم به عنوان امپراتور بخش غربی منصوب شد. | پیرامون ۳۵۶ به‌عنوان یک شهروند عادی پس از کناره‌گیری از قدرت |
| align="center" | ژولیان سزار فلاویوس کلودیوس یولیانوس آگوستوس                                    | ۳۳۱ یا ۳۳۲، کنستانتینوپول، تراکیه          | فوریهٔ ۳۶۰ - ۲۶ ژوئن ۳۶۳         | در ۳۵۵ به مقام سزاری بخش غربی رسید و در ۳۶۰ از سوی لشگریانش امپراتور خوانده شد. پس از مرگ کنستانتیوس قدرت را به‌تنهایی در دست گرفت. | ۲۶ ژوئن ۳۶۳ در نبرد با ساسانیان بر اثر برداشتن جراحتی سخت کشته شد.                                                                                                   |
|                | ژوویان سزار فلاویوس یوویانوس آگوستوس                                            | ۳۳۱، سینگیدونوم، موئسیا                    | ۲۶ ژوئن ۳۶۳ - ۱۷ فوریهٔ ۳۶۴      | فرماندهٔ ارتش ژولیان که پس از مرگ او از سوی سپاهیانش به امپراتوری رسید. | ۱۷ فوریهٔ ۳۶۴ یا به مرگ طبیعی یا بر اثر استنشاق گازهای سمی |

### دودمان والنتینی
| نگاره          | نام                                                    | زادروز                               | دوران حکومت                  | جانشینی | مرگ                                            |
| -------------- | ------------------------------------------------------ | ------------------------------------ | ---------------------------- | --- | ---------------------------------------------- |
| align="center" | والنتینیان یکم فلاویوس والنتینیانوس آگوستوس            | ، ۳۲۱، سیبالی، پانونیا               | ۲۶ فوریهٔ ۳۶۴ - ۱۷ نوامبر ۳۷۵ | از سوی سپاهیان به‌جانشینی ژوویان انتخاب شد. | ۱۷ نوامبر ۳۷۵ به مرگ طبیعی                     |
|                | والنس فلاویوس یولیوس والنس آگوستوس                     | ۳۲۸، سیبالی، پانونیا                 | ۲۸ مارس ۳۶۴ - ۹ اوت ۳۷۸      | برادر والنتینیان یکم که از سوی او به امپراتوری مشترک برای نیمهٔ شرقی انتخاب شد.                                                                     | ۹ اوت ۳۷۸ طی نبرد ادیرنه با گوت‌ها کشته شد.     |
| align="center" | گراتیان فلاویوس گراتیانوس آگوستوس                      | ۱۸ مه یا ۲۳ مهٔ ۳۵۹، سیرمیوم، پانونیا | ۴ اوت ۳۶۷ - ۲۵ اوت ۳۸۳       | پسر والنتینیان یکم. در ۳۶۷ از سوی او به مقام سزاری رسید و پس از مرگ والنتیان امپراتور نیمهٔ غربی شد.                                                | ۲۵ اوت ۳۸۳ به‌دست سربازان شورشی سپاهش کشته شد.  |
|                | والنتینیان دوم فلاویوس والنتینیانوس اینوئیکتوس آگوستوس | ۳۷۱، میلان، ایتالیای روم             | ۱۷ نوامبر ۳۷۵ - ۱۵ مهٔ ۳۹۲    | پسر والنتینیان یکم. پس از مرگ او از سوی سپاهیان مستقر در پانونیا امپراتور خوانده شد و به‌عنوان امپراتور مشترک با گراتیان برای نیمهٔ غربی پذیرفته شد. | ۱۵ مهٔ ۳۹۲ نامشخص. یا به‌قتل رسید یا خودکشی کرد. |

### دودمان تئودوسی
| نگاره | نام                                                           | زادروز                        | دوران حکومت                  | جانشینی | مرگ                                                                                       |
| ----- | ------------------------------------------------------------- | ----------------------------- | ---------------------------- | --- | ----------------------------------------------------------------------------------------- |
|       | تئودوسیوس یکم فلاویوس تئودوسیوس آگوستوس                       | ۱۱ ژانویهٔ ۳۴۷، کوکا، هیسپانیا | ۱ ژانویهٔ ۳۷۹ - ۱۷ ژانویهٔ ۳۹۵ | پس از مرگ والنس از سوی گراتیان به امپراتوری روم شرقی رسید و پس از مرگ والنتینیان دوم تنها امپراتور ارشد وقت شد.                                              | ۱۷ ژانویهٔ ۳۹۵ به مرگ طبیعی                                                                |
|       | آرکادیوس فلاویوس آرکادیوس آگوستوس روم شرقی                    | پیرامون ۳۳۷، هیسپانیا         | ژانویهٔ 383 - ۱ مهٔ ۴۰۸        | پسر تئودوسیوس یکم. پس از مرگ گراتیان از سوی پدرش در ۳۸۳ به مقام سزاری نیمهٔ شرقی رسید و پس از مرگ تئودوسیوس یکم بر تخت امپراتوری نشست.                        | ۱ مهٔ ۴۰۸ به مرگ طبیعی                                                                     |
|       | هونوریوس فلاویوس هونوریوس آگوستوس روم غربی                    | ۹ سپتامبر ۳۸۴                 | ۲۳ ژانویهٔ ۳۹۳ - ۱۵ اوت ۴۲۳   | پسر تئودوسیوس یکم. پس از مرگ والنتینیان دوم از سوی پدرش در ۳۹۳ به مقام سزاری نیمهٔ غربی رسید و پس از مرگ تئودوسیوس یکم بر تخت امپراتوری نشست.                 | ۱۵ اوت ۴۲۳ به مرگ طبیعی                                                                   |
|       | تئودوسیوس دوم فلاویوس تئودوسیوس آگوستوس روم شرقی              | ۱۰ آوریل ۴۰۱، کنستانتینوپول   | ۱ مهٔ ۴۰۸ - ۲۸ ژوئیهٔ ۴۵۰      | پسر آرکادیوس که پس از مرگ پدرش بر تخت نشست. | ۲۸ ژوئیهٔ ۴۵۰ به مرگ طبیعی                                                                 |
|       | کنستانتیوس سوم فلاویوس کنستانتیوس آگوستوس روم غربی            | نایسوس، موئسیای علیا          | ۸ فوریهٔ ۴۲۱ - ۲ سپتامبر ۴۲۱  | همسر گالا پلاچیدیا، دختر تئودوسیوس یکم. از سوی هونوریوس به مقام امپراتوری مشترک در روم غربی رسید.                                                            | ۲ سپتامبر ۴۲۱ به مرگ طبیعی                                                                |
|       | یوآنس روم غربی                                                | ؟                             | ۲۷ اوت ۴۲۳ - مهٔ ۴۲۵          | از مقامات کشوری عالی‌رتبهٔ دربار هونوریوس که از سوی کاستینوس به امپراتوری برگزیده شد.                                                                          | ژوئن یا ژوئیهٔ ۴۲۵ طی نبردی از تئودوسیوس دوم و والنتینیان سوم شکست خورده، اسیر و اعدام شد. |
|       | والنتینیان سوم فلاویوس پلاچیدوس والنتینیانوس آگوستوس روم غربی | ۲ ژوئیهٔ ۴۱۹، راونا، ایتالیا   | ۲۳ اکتبر ۴۲۴ - ۱۶ مارس ۴۵۵   | پسر کنستانتیوس سوم. پس از مرگ هونوریوس و به‌منظور مقابله با یوآنس از سوی تئودوسیوس دوم به مقام سزاری روم غربی رسید. با شکست یوآنس به مقام امپراتوری منصوب شد. | ۱۶ مارس ۴۵۵ (احتمالاً به فرمان پترونیوس ماکسیموس) به قتل رسید.                             |
|       | مارسیانوس فلاویوس مارسیانیوس آگوستوس روم شرقی                 | ۳۹۶، تراکیه یا ایلیریا        | تابستان ۴۵۰ - ژانویهٔ ۴۵۷     | از سوس پولکریا، خواهر تئودوسیسوس دوم به‌عنوان همسر و جانشین پیشنهاد شد.                                                                                       | ژانویهٔ ۴۵۷ به مرگ طبیعی                                                                   |

### آخرین امپراتوران روم غربی
| نگاره | نام                                                         | زادروز           | دوران حکومت                                                    | جانشینی | مرگ |
| ----- | ----------------------------------------------------------- | ---------------- | -------------------------------------------------------------- | --- | --- |
|       | پترونیوس ماکسیموس فلاویوس آنیسیوس پترونیوس ماکسیموس آگوستوس | پیرامون ۳۹۶      | ۱۷ مارس ۴۵۵ - ۳۱ مهٔ ۴۵۵                                        | با حمایت ارتشیان پس از مرگ والنتینیان سوم خود را امپراتور نامید.                                                 | ۳۱ مهٔ ۴۵۵ به‌قتل رسید (احتمالاً توسط جمعیتی از رمیان تا حد مرگ سنگسار شد) |
|       | آویتوس ایپارکیوس آویتوس آگوستوس                             | پیرامون ۳۸۵      | ۹ ژوئیهٔ ۴۵۵ - ۱۷ اکتبر ۴۵۶                                     | مجیستر میلیتیوم در زمان پترونیوس ماکسیموس که پس از مرگ او توسط تئودوریک دوم، پادشاه ویزیگوت‌ها به امپراتوری رسید. | پس از ۱۷ اکتبر ۴۵۶ توسط مجیستر میلیتیوم خودش ریکیمر از کار برکنار و اسقف پلاچنتیا شد اما مدتی بعد به قتل رسید. |
|       | ماژوریان یولیوس والریوس مایوریانوس آگوستوس                  | نوامبر ۴۲۰       | آوریل ۴۵۷ - ۲ اوت ۴۶۱                                          | از سوی ریکیمر به امپراتوری رسید.                                                                                 | ۷ اوت ۴۶۱ توسط سپاهیان خود و احتمالاً به دستور ریکیمر از قدرت برکنار و مدتی بعد در شرایطی نامعلوم درگذشت. |
|       | لیبیوس سوروس لیبیوس سوروس آگوستوس                           | لوکانیا، ایتالیا | نوامبر ۴۶۱ - اوت ۴۶۵                                           | از سوی ریکیمر به امپراتوری رسید                                                                                  | اوت ۴۶۵ احتمالاً توسط ریکیمر به قتل رسید. |
|       | آنتمیوس پروکوپیوس آنتمیوس آگوستوس                           | پیرامون ۴۲۰      | ۱۲ آوریل ۴۶۷ - ۱۱ ژوئیهٔ ۴۷۲                                    | توسط ریکیمر و با حمایت امپراتور روم شرقی لئوی یکم به امپراتوری رسید.                                             | ۱۱ ژوئیهٔ ۴۷۲ به فرمان ریکیمر اعدام شد. |
|       | الیبریوس فلاویوس آنیسیوس اولیبریوس آگوستوس                  | پیرامون ۴۲۰      | ۱۱ ژوئیهٔ ۴۷۲ - ۲ نوامبر ۴۷۲                                    | داماد والنتینیان سوم. از سوی ریکیمر به امپراتوری رسید.                                                           | ۲ نوامبر ۴۷۲ به مرگ طبیعی |
|       | گلیسریوس                                                    | ؟                | مارس ۴۷۳ - ژوئن ۴۷۴                                            | توسط گاندوباد، جانشین ریکیمر به امپراتوری رسید.                                                                  | پس از ۴۸۰ توسط ژولیوس نپوس از قدرت برکنار و اسقف سالونا شد. زمان و شرایط مرگ او نامشخص است. |
|       | ژولیوس نپوس                                                 | پیرامون ۴۳۰      | ژوئن ۴۷۴ - ۲۸ اوت ۴۷۵ (در ایتالیا) بهار ۴۸۰ (در گل و دالماتیا) | شوهرِ خواهرزادهٔ همسر لئوی یکم. به‌منظور مقابله با گلیسریوس از سوی لئو به امپراتوری رسید.                           | ۴۸۰ توسط فلاویوس اورستس در ایتالیا از قدرت برکنار شد ولی در تبعید به فرمانروایی خود ادامه داد تا آنکه در ۴۸۰ ترور شد. |
|       | رومولوس آگوستوس                                             | ؟                | ۳۱ اکتبر ۴۷۵ - ۴ سپتامبر ۴۷۶ (در ایتالیا)                      | از سوی پدرش فلاویوس اورستس به امپراتوری منصوب شد.                                                                | پس از ۴۸۰ اودواکر او را از قدرت برکنار و خود به نام ژولیوس نپوس بر ایتالیا فرمان راند تا آنکه نپوس خود درگذشت و امپراتوری روم غربی به پایان رسید. رومولوس نیز احتمالاً باقی عمر خود را در ویلایی خصوصی و در گمنامی گذراند. |

## کنستانتین ۳۰۵–۳۶۳
| سال‌های حکمرانی (میلادی) | نام امپراتور       | سال تولد | تصویر |
| ----------------------- | ------------------ | -------- | ----- |
| ۳۰۶–۳۳۷                 | کنستانتین بزرگ     | ۲۸۰      |       |
| ۳۳۷–۳۶۱                 | کنستانتین دوم      | ۳۱۷      |       |
| ۳۶۱–۳۶۳                 | یولیانوس یا ژولیان | ۳۳۲      |       |

## بدون نام ۳۶۳–۳۶۴
| سال‌های حکمرانی (میلادی) | نام امپراتور | سال تولد | تصویر |
| ----------------------- | ------------ | -------- | ----- |
| ۳۶۳–۳۶۴                 | ژوویان       | ۳۳۲      |       |

## والنتیان - تئودوسیوس ۳۶۴–۴۵۷
| سال‌های حکمرانی (میلادی) | نام امپراتور         | سال تولد | تصویر |
| ----------------------- | -------------------- | -------- | ----- |
| ۳۶۴–۳۶۴                 | والنتینیان یکم       | ۳۲۱      |       |
| ۳۶۴–۳۷۸                 | والنس                | ۳۲۸      |       |
| ۳۷۸–۳۷۹                 | گراتیان              | ۳۵۹      |       |
| ۳۷۹–۳۹۵                 | تئودوسیوس یکم        | ۳۴۷      |       |
| ۳۹۵–۴۰۸                 | آرکادیوس             | ۳۷۷      |       |
| ۴۰۸–۴۵۰                 | تئودوسیوس دوم        | ۴۰۱      |       |
| ۴۵۰–۴۵۷                 | مارسیان یا مارسیانوس | ۳۹۶      |       |

## لئونید ۴۵۷–۵۱۸
| سال‌های حکمرانی (میلادی) | نام امپراتور   | سال تولد | تصویر |
| ----------------------- | -------------- | -------- | ----- |
| ۴۵۷–۴۷۴                 | لئوی یکم       | ۴۰۱      |       |
| ۴۷۴–۴۷۴                 | لئوی دوم       | ۴۶۷      |       |
| ۴۷۴–۴۷۵                 | زنو            | ۴۲۵      |       |
| ۴۷۵–۴۷۶                 | باسیلیسکوس     | ؟        |       |
| ۴۷۶–۴۹۱                 | زنون           | ۴۲۵      |       |
| ۴۹۱–۵۱۸                 | آناستاسیوس یکم | ۴۳۰      |       |

## یوستی نیانوس یا ژوستینیان ۵۱۸–۶۰۲
| سال‌های حکمرانی (میلادی) | نام امپراتور                      | سال تولد | تصویر |
| ----------------------- | --------------------------------- | -------- | ----- |
| ۵۱۸–۵۲۷                 | ژوستین یکم                        | ۴۵۰      |       |
| ۵۲۷–۵۶۵                 | یوستی نیانوس یکم یا ژوستینیان یکم | ۴۸۲      |       |
| ۵۶۵–۵۷۸                 | یوستین دوم یا ژوستین دوم          | ۵۲۰      |       |
| ۵۷۸–۵۸۲                 | تیبریوس دوم کنستانتین             | ۵۲۰      |       |
| ۵۸۲–۶۰۲                 | موریکیوس یا موریس                 | ۵۳۹      |       |

## بدون نام ۶۰۲–۶۱۰
| سال‌های حکمرانی (میلادی) | نام امپراتور | سال تولد | تصویر |
| ----------------------- | ------------ | -------- | ----- |
| ۶۰۲–۶۱۰                 | فوکاس        | ؟        |       |

## هراکلین ۶۱۰–۷۱۱
| سال‌های حکمرانی (میلادی) | نام امپراتور                      | سال تولد | تصویر |
| ----------------------- | --------------------------------- | -------- | ----- |
| ۶۱۰–۶۴۱                 | هراکلیوس                          | ۵۷۵      |       |
| ۶۴۱–۶۴۱                 | کنستانتین سوم                     | ۶۱۲      |       |
| ۶۴۱–۶۴۱                 | هراکلوناس                         | ۶۲۶      |       |
| ۶۴۱–۶۶۸                 | کنستانس دوم                       | ۶۳۰      |       |
| ۶۶۸–۶۸۱                 | کنستانتین چهارم                   | ۶۵۲      |       |
| ۶۸۱–۶۹۵                 | یوستی نیانوس دوم یا ژوستینیان دوم | ۶۶۹      |       |
| ۶۹۵–۶۹۸                 | لئونتیوس                          | ؟        |       |
| ۶۹۸–۷۰۵                 | تیبریوس سوم                       | ؟        |       |
| ۷۰۵–۷۱۳                 | یوستی نیانوس دوم یا ژوستینیان دوم | ۶۶۹      |       |

## بدون نام ۷۱۱–۷۱۷
| سال‌های حکمرانی (میلادی) | نام امپراتور   | سال تولد | تصویر |
| ----------------------- | -------------- | -------- | ----- |
| ۷۱۳–۷۱۵                 | فیلیپیکوس      | ؟        |       |
| ۷۱۵–۷۱۷                 | آناستاسیوس دوم | ؟        |       |
| ۷۱۷–۷۱۷                 | تئودوسیوس سوم  | ؟        |       |

## ایسائواورین ۷۱۷–۸۰۲
| سال‌های حکمرانی (میلادی) | نام امپراتور      | سال تولد | تصویر |
| ----------------------- | ----------------- | -------- | ----- |
| ۷۱۷–۷۲۰                 | لئوی سوم          | ۶۸۵      |       |
| ۷۲۰–۷۴۱                 | کنستانتین پنجم    | ۷۱۸      | -     |
| ۷۴۱–۷۷۵                 | آرتاباسدوس        | ؟        | -     |
| ۷۷۵–۷۸۰                 | لئوی چهارم (خزار) | ۷۵۰      |       |
| ۷۸۰–۷۹۷                 | کنستانتین ششم     | ۷۷۱      |       |
| ۷۹۷–۸۰۲                 | ایرنه             | ۷۲۵      |       |

## نیک فورس ۸۰۲–۸۱۳
| سال‌های حکمرانی (میلادی) | نام امپراتور  | سال تولد | تصویر |
| ----------------------- | ------------- | -------- | ----- |
| ۸۰۲–۸۰۳                 | نیکه‌فوروس یکم | ؟        |       |
| ۸۰۳–۸۱۱                 | استائوراکیوس  | ؟        |       |
| ۸۱۱–۸۱۳                 | میخائیل یکم   | ؟        |       |

## بدون نام ۸۱۳–۸۲۰
| سال‌های حکمرانی (میلادی) | نام امپراتور      | سال تولد | تصویر |
| ----------------------- | ----------------- | -------- | ----- |
| ۸۱۳–۸۲۰                 | لئوی پنجم (ارمنی) | ۷۷۵      |       |

## فری گیان ۸۲۰–۸۶۷
| سال‌های حکمرانی (میلادی) | نام امپراتور | سال تولد | تصویر |
| ----------------------- | ------------ | -------- | ----- |
| ۸۲۰–۸۲۹                 | میخائیل دوم  | ۷۷۰      |       |
| ۸۲۹–۸۴۲                 | تئوفیلوس     | ۸۱۳      |       |
| ۸۴۲–۸۴۲                 | تئودورا      | ۸۱۵      |       |
| ۸۴۲–۸۶۷                 | میخائیل سوم  | ۸۴۰      |       |

## ماسه دونیان ۸۶۷–۱۰۵۶
| سال‌های حکمرانی (میلادی) | نام امپراتور       | سال تولد | تصویر |
| ----------------------- | ------------------ | -------- | ----- |
| ۸۶۷–۸۸۶                 | باسیلیوس یکم       | ۸۱۱      |       |
| ۸۸۶–۹۱۲                 | لئوی ششم           | ۸۶۶      |       |
| ۹۱۲–۹۰۸                 | اسکندر             | ۸۷۰      |       |
| ۹۰۸–۹۲۰                 | کنستانتین هفتم     | ۹۰۵      |       |
| ۹۲۰–۹۵۹                 | رومانوس یکم        | ۸۷۰      |       |
| ۹۵۹–۹۶۳                 | رومانوس دوم        | ۹۳۸      |       |
| ۹۶۳–۹۶۹                 | نیکه‌فوروس دوم      | ۹۱۲      |       |
| ۹۶۹–۹۷۶                 | ژان یکم (امپراتور) | ۹۲۵      |       |
| ۹۷۶–۱۰۲۵                | باسیلیوس دوم       | ۹۵۸      |       |
| ۱۰۲۵–۱۰۲۸               | کنستانتین هشتم     | ۹۶۰      |       |
| ۱۰۲۸–۱۰۲۸               | زوئه مقدونی        | ۹۷۸      |       |
| ۱۰۲۸–۱۰۳۴               | رومانوس سوم        | ۹۶۸      |       |
| ۱۰۳۴–۱۰۴۱               | میخائیل چهارم      | ۱۰۱۰     |       |
| ۱۰۴۱–۱۰۴۲               | میخائیل پنجم       | ۱۰۱۵     |       |
| ۱۰۴۲–۱۰۴۲               | تئودورا            | ۹۸۴      |       |
| ۱۰۴۲–۱۰۵۵               | کنستانتین نهم      | ۱۰۰۰     |       |
| ۱۰۵۵–۱۰۵۶               | تئودورا            | ۹۸۴      |       |

## بدون نام ۱۰۵۶–۱۰۵۷
| سال‌های حکمرانی (میلادی) | نام امپراتور | سال تولد | تصویر |
| ----------------------- | ------------ | -------- | ----- |
| ۱۰۵۶–۱۰۵۷               | میخائیل ششم  | ؟        | -     |

## کومننید ۱۰۵۷–۱۰۵۹
| سال‌های حکمرانی (میلادی) | نام امپراتور | سال تولد | تصویر |
| ----------------------- | ------------ | -------- | ----- |
| ۱۰۵۷–۱۰۵۹               | ایزاک یکم    | ۱۰۰۵     |       |

## دوکید ۱۰۵۹–۱۰۸۱
| سال‌های حکمرانی (میلادی) | نام امپراتور  | سال تولد | تصویر |
| ----------------------- | ------------- | -------- | ----- |
| ۱۰۵۹–۱۰۶۷               | کنستانتین دهم | ۱۰۰۶     |       |
| ۱۰۶۷–۱۰۶۷               | میخائیل هفتم  | ۱۰۵۰     |       |
| ۱۰۶۷–۱۰۷۸               | رومانوس چهارم | ۱۰۳۲     |       |
| ۱۰۷۸–۱۰۸۱               | نیکه‌فوروس سوم | ۱۰۰۱     |       |

## کومننید ۱۰۸۱–۱۱۸۵
| سال‌های حکمرانی (میلادی) | نام امپراتور   | سال تولد | تصویر |
| ----------------------- | -------------- | -------- | ----- |
| ۱۰۸۱–۱۱۱۸               | آلکسیوس یکم    | ۱۰۴۸     |       |
| ۱۱۱۸–۱۱۴۳               | ژان دوم        | ۱۰۸۷     |       |
| ۱۱۴۳–۱۱۸۰               | مانوئل یکم     | ۱۱۱۸     |       |
| ۱۱۸۰–۱۱۸۳               | آلکسیوس دوم    | ۱۱۶۹     |       |
| ۱۱۸۳–۱۱۸۵               | آندرونیکوس یکم | ۱۱۱۸     |       |

## آنجلید ۱۱۸۵–۱۲۰۴
| سال‌های حکمرانی (میلادی) | نام امپراتور    | سال تولد | تصویر |
| ----------------------- | --------------- | -------- | ----- |
| ۱۱۸۵–۱۱۹۵               | ایزاک دوم       | ۱۱۵۶     |       |
| ۱۱۹۵–۱۲۰۳               | الکسیوس سوم     | ۱۱۵۳     |       |
| ۱۲۰۳–۱۲۰۳               | ایزاک دوم       | ۱۱۵۶     |       |
| ۱۲۰۳–۱۲۰۴               | الکسیوس چهارم   | ۱۱۸۲     |       |
| ۱۲۰۴–۱۲۰۴               | نیکولاس کانابوس | ؟        | -     |
| ۱۲۰۴–۱۲۰۴               | الکسیوس پنجم    | ۱۱۴۰     |       |

## لاسکارید (امپراتوری نیکاریا) ۱۲۰۴–۱۲۶۱
| سال‌های حکمرانی (میلادی) | نام امپراتور         | سال تولد | تصویر |
| ----------------------- | -------------------- | -------- | ----- |
| ۱۲۰۴–۱۲۰۵               | کنستانتین لاسکاریس   | ؟        | -     |
| ۱۲۰۵–۱۲۲۱               | تئودور یکم           | ۱۱۷۴     |       |
| ۱۲۲۱–۱۲۵۴               | ژان سوم (امپراتور)   | ۱۱۹۲     |       |
| ۱۲۵۴–۱۲۵۸               | تئودور دوم           | ۱۲۲۱     |       |
| ۱۲۵۸–۱۲۶۱               | ژان چهارم (امپراتور) | ۱۲۵۰     |       |

## فالا ئی او لوگان ۱۲۶۱–۱۴۵۳
| سال‌های حکمرانی (میلادی) | نام امپراتور              | سال تولد | تصویر |
| ----------------------- | ------------------------- | -------- | ----- |
| ۱۲۶۱–۱۲۸۲               | میخائیل هشتم              | ۱۲۲۳     |       |
| ۱۲۸۲–۱۲۹۴               | آندرونیکوس دوم            | ۱۲۵۹     |       |
| ۱۲۹۴–۱۳۲۸               | میخائیل نهم               | ۱۲۷۷     |       |
| ۱۳۲۸–۱۳۴۱               | آندرونیکوس سوم            | ۱۲۹۷     |       |
| ۱۳۴۱–۱۳۴۷               | ژان پنجم (امپراتور)       | ۱۳۳۲     |       |
| ۱۳۴۷–۱۳۵۴               | ژان ششم (امپراتور بیزانس) | ۱۲۹۲     |       |
| ۱۳۵۴–۱۳۵۴               | متئو کانتاکوزنوس          | ۱۳۲۵     | -     |
| ۱۳۵۴–۱۳۷۶               | ژان پنجم (امپراتور)       | ۱۳۳۲     |       |
| ۱۳۷۶–۱۳۷۹               | آندرونیکوس چهارم          | ۱۳۴۸     |       |
| ۱۳۷۹–۱۳۹۰               | ژان پنجم (امپراتور)       | ۱۳۳۲     |       |
| ۱۳۹۰–۱۳۹۰               | ژان هفتم (امپراتور)       | ۱۳۷۰     | -     |
| ۱۳۹۰–۱۳۹۱               | ژان پنجم (امپراتور)       | ۱۳۳۲     |       |
| ۱۳۹۱–۱۴۰۳               | مانوئل دوم                | ۱۳۵۰     |       |
| ۱۴۰۳–۱۴۲۵               | آندرونیکوس پنجم           | ۱۴۰۰     | -     |
| ۱۴۲۵–۱۴۴۹               | ژان هشتم (امپراتور)       | ۱۳۹۲     |       |
| ۱۴۴۹–۱۴۵۳               | کنستانتین یازدهم          | ۱۴۰۲     |       |

## فالا ئی او لوگان ۱۴۵۳–۱۵۰۲
| سال‌های حکمرانی (میلادی) | نام امپراتور | سال تولد | تصویر |
| ----------------------- | ------------ | -------- | ----- |
| ۱۴۵۳–۱۴۵۳               | دمیتریوس     | ۱۴۰۷     | -     |
| ۱۴۵۳–۱۴۶۵               | توماس        | ۱۴۰۹     |       |
| ۱۴۶۵–۱۵۰۲               | آندرئاس      | ۱۴۵۳     | -     |